# Санта Текла
Санта Текла (шп. Santa Tecla) је град у Салвадору у департману Ла Либертад. Према процени из 2007. у граду је живело 164.171 становника.